# 硅化铽
硅化铽是稀土金属铽与硅的化合物，化学式为TbSi2。在20世纪50年代中后期，第一次详细描述了这种灰色固体。
在N型半导体中，它的金属电阻率和低肖特基势垒使得它有潜力在实际中应用，例如在红外探测器，欧姆接触，磁阻器件和热电设备上。
在16K时具有反磁性。